# Катанга (плато)
Катанга — плато в Демократической Республике Конго. Плато расположено на юго-востоке провинции Катанга, граничит с горными хребтами Кунделунгу и Митумба с севера, Мучинга с востока и соединяется с плато Лунда на юге и западе.
Плато располагается на высоте 1220 м над уровнем моря. Богато месторождениями меди и урана. Из-за высокого расположения температура ниже, чем в окрестностях, а именно 19—20 °C. Из-за сезонных осадков это плато является плодородной пахотной зоной.
Также плато является истоком реки Луфира, которая впадает в реку Луалаба. Также на плато находится важный экологический объект, водохранилище Луфира. Это искусственное озеро, созданное плотиной на реке Луфира.